# Navegante solar
Navegante solar es una novela de 1980 de ciencia ficción de David Brin. Es el primer libro de la Trilogía de la elevación de la serie La Elevación de los Pupilos, y fue sucedida por la novela ganadora de los premios Hugo y Nébula Marea estelar en 1983.

## Argumento
La novela comienza con el protagonista, Jacob Demwa, trabajando en el centro científico de elevación de la Tierra, mientras se recupera de una tragedia en la ascensor espacial el cual salvó de su destrucción, pero perdió a su amada en el proceso. Un amigo extraterrestre de Demwa, Fagin, un  kanten, contacta con Demwa y le ofrece un trabajo. Inicialmente reacio a regresar a su vida anterior como investigador científico, Demwa consiente en asistir a una reunión secreta, en la que se entera de que hay "fantasmas" en la cromosfera del sol, de los cuales no hay precedentes en la biblioteca galáctica.
Demwa aceptar investigar el origen y la razón de ser de los fantasmas del sol, y viaja a Mercurio, donde se ubica el proyecto sonda solar. En Mercurio se encuentran con él: Helene DeSilva, la atractiva comandante de la base con la que Jacob desarrollará una relación a lo largo del libro; Fagin, el Pila Bubbacub, representante de la biblioteca galáctica; su asistente Culla (un Pring), el Dr. Dwayne Kepler (el jefe de la expedición sonda solar); la Dra. Mildred Martine (una psiquiatra), y el exuberante periodista Peter LaRoque.
Demwa va al sol, y observa los fantasmas solares. Al parecer, hay tres formas o especies de fantasmas: los toroides "que parecen ser similares a las vacas y viven en los campos magnéticos en la cromosfera, una relativamente fluida variedad aparentemente inteligente, y una figura amenazante, antropomorfa, que evita el costado de la nave solar donde los instrumentos están ubicados. Cuando un  neo-chimpancé científico, el Dr. Jeffrey, es asesinado durante una misión en solitario en el sol, parece confirmarse la suposición de que los fantasmas solares son hostiles. Una investigación posterior, parece implicar al reportero, LaRoque, el cual es examinado para determinar si es capaz de matar. Los resultados de las pruebas indican que LaRoque tiene tendencias violentas, por lo que es encarcelado.
Preparan un tercer viaje al sol, con la esperanza de que el Pila Bubbacub podrá ponerse en contacto con los fantasmas solares. No lo consigue, pero miente diciendo que ha tenido éxito, alegando que los fantasmas solares se sienten ofendidos y han utilizado la  psi para controlar las acciones de LaRoque. Después usa un polvo que bloquea los sensores de la nave para fingir que se han disipado los fantasmas solares ya que está desconcertado por la falta de datos en la Biblioteca sobre los fantasmas. De vuelta a Mercurio, Jacob descubre su truco, y lo revela, lo que conlleva la desgracia y la vergüenza a Bubbacub entre los Pila.
Se organiza otra misión en el sol, esta vez equipada con un láser para comunicarse con los fantasmas solares. Consiguen un breve contacto con uno de los fantasmas antes de que un fantasma antropomorfo aparezca y les advierta en contra de una mayor exploración del sol. Mientras dejan al fantasma antropomórficos, descubren que uno de los suplementos dietéticos Culla sirve como un medio de contraste utilizado en láseres sintonizables, lo cual combinado con una conversación anterior sobre la vista de Culla, hace concluir a Demwa que Culla puede proyectar la luz del láser de sus ojos, y ha falsificado los fantasmas antropomórficos. Cuando Culla se siente descubierto se retira a la sección de instrumentos de la nave y comienza a desactivar el equipo que impulsa la nave solar para que caiga en la fotosfera, hundiendo las pruebas de su engaño con ella. Los fantasmas solares usan toroides para detener la caída de la nave, pero eventualmente, dejan caer la nave en picado. Mientras Demwa y uno de los tripulantes intenta reactivar lo que desactivo Culla, Elena descubre que sólo la tecnología galáctica ha sido saboteada, y usa el láser del refrigerador como una hélice para mover la nave dentro del sol. Culla es asesinado, y la nave finalmente escapa del sol, casi todos escapan, pero Fagin temporalmente "muere" de hipotermia y congelación debido al láser refrigerador. Los registros de la nave han sido recuperados, mostrando que Culla utilizó su mira láser para desacreditar a Bubbacub, como parte de una campaña para liberar a su especie de su condición de pupila, y el sabotaje de la nave iba encaminado a que los Pila no lo descubrieran.
Aunque situado en el mismo universo que el resto de los libros de La Elevación de los Pupilos, se desarrolla en un entorno temporal bastante anterior al de los otros libros, no teniendo ningún personaje en común, además de que Jacob Demwa, quien es mencionado como el mentor de Tom Orley y Gillian Baskin, y Helene Álvarez (de soltera DeSilva), que se menciona en Marea estelar, como la capitana de Credeiki a bordo de la James Cook y que aparece en La Rebelión de los pupilos para firmar un tratado de paz con los  Thennanin.

## Tecnología
La técnica utilizada para escapar vivos del sol cuando la tecnología galáctica es saboteada, (el uso de un láser de refrigeración como  volcar el calor solar de la nave), se utiliza de nuevo en Los límites del cielo.

## Premios y nominaciones
"Navegante solar" fue nominado en 1981 para el Premio Locus en la categoría de Primera Novela.

## Publicaciones
- 1980, USA, Bantam Book ISBN 978-0-553-13312-7, Pub date 1980, Paperback
- 1985, USA, Spectra ISBN 978-0-553-26982-6, Pub date 1 de enero de 1985, Paperback
- 2001, USA, Recorded Books ISBN 978-0-7887-5330-5, Pub Date 2001, Cassette

## Traducciones
- Búlgaro: Потапяне в Слънцето, 2001
- Francés: Jusqu'au coeur du soleil ("To the heart of the sun"), 1980
- Alemán: Sonnentaucher ("Sun diver"), 2001
- Italiano: Spedizione Sundiver ("Sundiver expedition"), 1980
- Polaco: Słoneczny nurek ("Sun diver"), 1995
- Ruso: Прыжок в Солнце ("The Jump into the Sun"), 1995, 2002
- Español: Navegante solar ("Solar navigator"), 1993, 1994